# Леон Лучев
Леон Лучев (Шибеник, 1970) хрватски је глумац.

## Биографија
Дебитовао је у играном филму у комедији Винка Брешана Како је почео рат на мом отоку 1996. године.  Од тада је остварио главне улоге у бројним европским филмовима укључујући Секс, пиће и крвопролиће (2004), Што је мушкарац без бркова? (2005), Грбавица (2006), Пут лубеница (2006), Иза стакла (2008), итд.
Лучев је освојио Златну арену за најбољу споредну мушку улогу на Пулском филмском фестивалу 2008. године за улогу у филму Није крај. Два пута је одликован Срцем Сарајева.
Поред филмског рада, редовно наступа у Хрватском народном казалишту у Ријеци.

## Изабрана филмографија
| Година | Наслов                      |
| ------ | --------------------------- |
| 2004.  | Секс, пиће и крвопролиће    |
| 2005.  | Што је мушкарац без бркова? |
| 2006.  | Грбавица                    |
| 2006.  | Пут лубеница                |
| 2008.  | Није крај                   |
| 2008.  | Иза стакла                  |
| 2008.  | Buick Riviera               |
| 2010.  | На путу                     |
| 2011.  | Circus Fantasticus          |
| 2012.  | Људождер вегетаријанац      |
| 2017.  | Мушкарци који не плачу      |
| 2017.  | Рудар                       |
| 2024.  | Златни рез 42               |

## Награде и номинације
| Награда                 | Година | Категорија                            |
| ----------------------- | ------ | ------------------------------------- |
| Сарајево Филм Фестивал  | 2008.  | Срце Сарајева за најбољег глумца      |
| Сарајево Филм Фестивал  | 2018.  | Срце Сарајева за најбољег глумца      |
| Пулски филмски фестивал | 2011.  | Најбољи споредни глумац               |
| Фестивал у Лоцарну      | 2018.  | Golden Pardino - Leopards of Tomorrow |